# 냇 프리드먼
내서니얼 두리프 프리드먼(Nathaniel Dourif Friedman, 1977년 8월 6일 출생)은 미국의 기술 경영인이자 투자자이다. 그는 깃허브의 최고경영자(CEO)였으며 그놈 재단의 전 이사회 의장이었다. 프리드먼은 현재 Arc Institute의 이사회 멤버이자 Midjourney의 고문이다.

## 어린 시절과 교육
프리드먼은 1996년에 세인트 앤스-벨필드 스쿨을 졸업했다.
1996년, 매사추세츠 공과대학교의 신입생이던 프리드먼은 자신이 리눅스 토론을 위해 만들었던 IRC인 LinuxNet에서 미겔 데 이카사와 친구가 되었다. 마이크로소프트의 인턴으로, 프리드먼은 IIS 웹 서버에서 일했다. MIT에서 그는 컴퓨터 과학과 수학을 공부했으며 1999년에 이학사 학위를 취득했다.

## 경력
1999년, 프리드먼은 데 이카사와 함께 Ximian을 공동 설립했다 (원래 이름은 International Gnome Support였고, 이후 Helix Code). 이 회사는 데 이카사가 자유 소프트웨어 데스크톱 환경을 만드는 것을 목표로 시작했던 프로젝트인 그놈을 위한 애플리케이션 및 인프라를 개발하기 위함이었다. 이 회사는 이후 2003년에 Novell에 인수되었다.
노벨에서 프리드먼은 2010년 1월까지 오픈 소스 담당 최고 기술 및 전략 책임자였다. 그곳에서 그는 노벨 넷메일의 구성 요소를 오픈 소스로 출시하며 시작된 훌라 프로젝트를 출범시켰다. 그의 재임 기간 동안 노벨은 6,000명의 직원을 마이크로소프트 윈도우에서 수세 리눅스로, 마이크로소프트 오피스에서 오픈오피스로 마이그레이션하려는 노력을 시작했다. 프리드먼의 퇴사 전 마지막 프로젝트는 SUSE 스튜디오 작업이었다.
안식년 동안 프리드먼은 친구이자 전 Ximian 직원인 알렉스 그레이블리와 함께 해커 메들리(Hacker Medley)라는 팟캐스트를 만들고 진행했다.
2011년 5월, 프리드먼과 데 이카사는 자마린을 설립했으며 프리드먼은 CEO를 맡았다. 이 회사는 데 이카사가 마이크로소프트의 닷넷 스택의 자유 소프트웨어 구현을 제공하기 위해 Ximian에서 시작했던 프로젝트인 Mono에 대한 상업적 지원을 제공하기 위해 만들어졌다. 자마린에서 그들은 모노와 MonoDevelop의 지속적인 개발과 모바일 컴퓨팅 장치 및 비디오 게임 콘솔을 대상으로 하는 개발자들에게 크로스 플랫폼 SDK인 자마린을 마케팅하는 데 주력했다. 2016년, 자마린은 마이크로소프트에 인수되었다.
2018년 6월, 마이크로소프트가 깃허브를 75억 달러(~76.4억 in 2019)에 인수한다는 발표와 동시에, 양사는 당시 마이크로소프트 기업 부사장이었던 프리드먼이 깃허브의 새 CEO가 될 것이라고 발표했다. 깃허브의 공동 설립자이자 당시 CEO였던 크리스 완스트라스는 2017년 8월부터 자신의 후임자를 물색 중이었다. 프리드먼은 2018년 10월 29일에 CEO 직을 맡았다. CEO 재임 기간 동안 프리드먼은 깃허브 코파일럿, 깃허브 코드스페이스, iOS 및 안드로이드용 깃허브 모바일 앱, 깃허브 고급 보안 제품, 오픈 소스 개발자들을 재정적으로 지원하는 깃허브 스폰서, 그리고 새로운 깃허브 CLI를 포함한 여러 신제품을 빠르게 출시했다. 프리드먼은 또한 NPM, Semmle, Dependabot, PullPanda를 포함한 6개 회사를 인수했다. 2021년 11월, 프리드먼은 CEO 자리에서 물러날 것이라고 발표했다.
프리드먼은 2017년에 캘리포니아의 주택 부족 문제를 해결하기 위해 캘리포니아 YIMBY를 공동 설립했다.
2023년, 프리드먼은 인기 있는 대형 언어 모델을 위한 웹 인터페이스인 nat.dev를 만들었다.
대니얼 그로스와 함께 프리드먼은 C2 Investments라는 펀드를 통해 AI 분야에 상당한 투자를 했으며, 자금을 지원하고 마이크로소프트 애저 크레딧을 제공하는 AI 보조금 프로그램도 운영하고 있다. 2023년 3월 중순 SVB 파산 사건 동안 프리드먼은 여러 스타트업에 자본을 제공했다.
2025년 6월, 프리드먼은 메타 플랫폼스에 합류하여 알렉산더 왕과 함께 새로 설립된 Meta Superintelligence Labs를 공동으로 이끌며, 메타의 AI 기반 제품 개발과 응용 연구를 감독하게 되었다.

## 개인 생활
그는 2009년부터 스테파니 프리드먼(결혼 전 성: 샤츠)과 결혼했다. 그들은 딸을 한 명 두고 있으며, 2022년부터 멘로파크에 거주하고 있다. 그들은 강도 사건 이후 샌프란시스코에서 이사 왔다.